# Alice Barbi

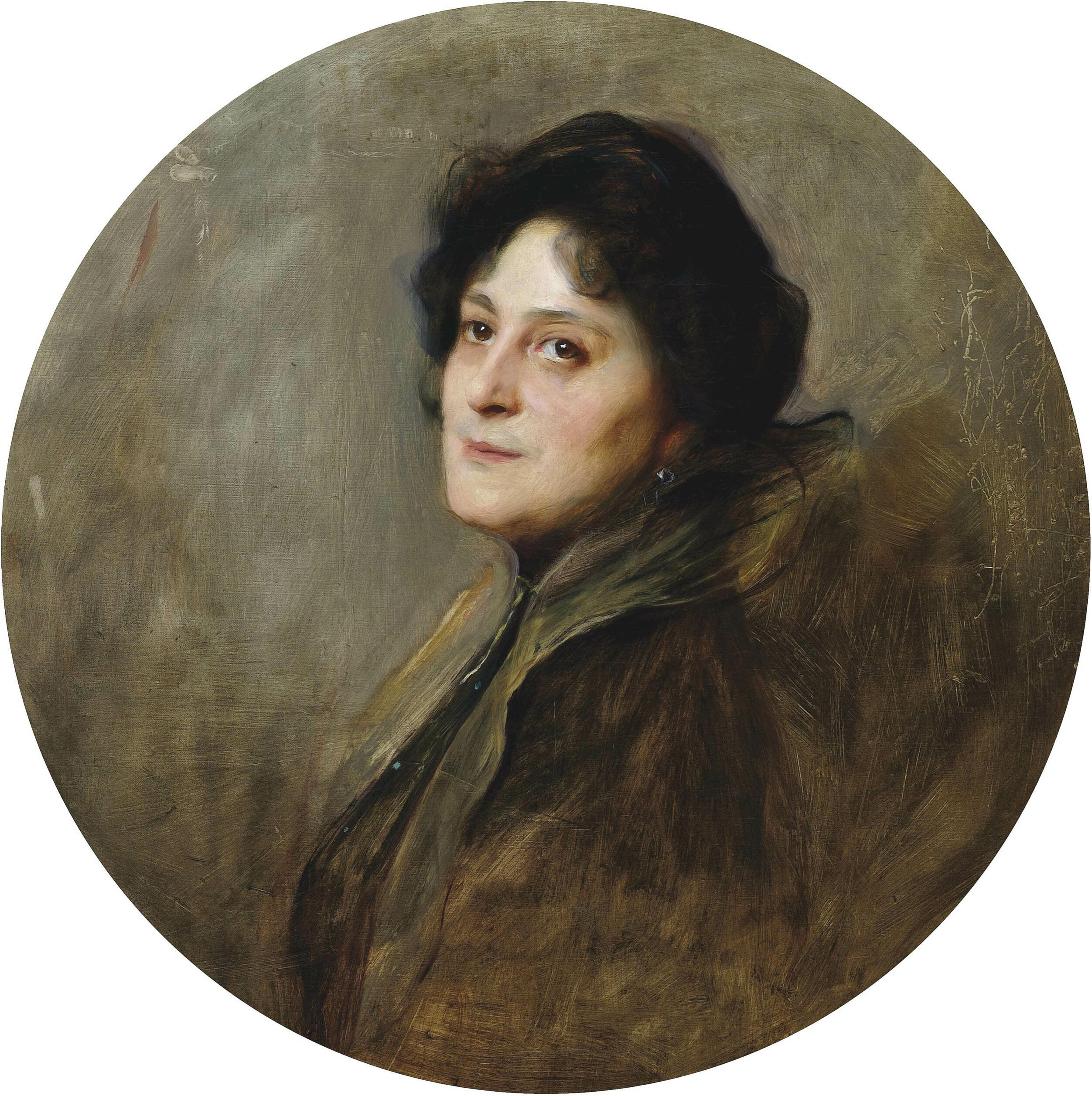
Alice Barbi, Baronessa von Wolff-Stomersee (Philip de László, 1901)

Alice Laura Barbi (Modena, 1º giugno 1858 – Roma, 4 settembre 1948) è stata una violinista e mezzosoprano italiana.

## Biografia
Cominciò giovanissima lo studio della musica, sotto la guida del padre, Enrico, insegnante di violino, e debuttò a soli sette anni di età come violinista. Seguì gli spostamenti familiari, soggiornando per qualche tempo in Egitto; infine studiò al Conservatorio Giovanni Battista Martini di Bologna, dove seguì le lezioni di Carlo Verardi (1831-1878). Si dedicò successivamente al canto, perfezionandosi con i maestri di Bologna Luigi Zamboni e Alessandro Busi, e poi con Luigi Vannuccini a Firenze, dove si era trasferita grazie all'aiuto della famiglia Corsini. Predilisse il repertorio liederistico.
Esordì come cantante in un concerto al Quirinale al fianco di Antonio Cotogni e di Giovanni Sgambati. L'esordio pubblico avvenne a Milano il 2 aprile 1882 in un concerto organizzato dall'impresario Andreoli, con un programma che comprendeva quattro arie, di Händel, Haydn, Jommelli e Rossini con grande successo. L'attività della Barbi si svolse quasi interamente all'estero: in Russia, Inghilterra, Germania e soprattutto in Austria, a Vienna, dove fra l'altro fu ascoltata da Brahms che ne rimase entusiasta. In alcune occasioni, oltre a cantare, si esibì come violinista.
La Barbi fu la prima cantante italiana da concerto, dalla voce non elevata per volume, ma straordinaria per qualità: timbro dolce e vellutato, notevole estensione (pur essendo mezzosoprano raggiungeva il si bemolle sopra le righe), con un repertorio inconsuete per una cantante del tempo, indirizzato a forme antitradizionali: i lieder tedeschi e, per quanto riguarda l'Italia, la musica italiana antica e la musica dei compositori suoi contemporanei, noti come "musicisti del ponte", che si erano allontanati dalla tradizione del melodramma (Giovanni Sgambati, Giuseppe Martucci, Marco Enrico Bossi, Antonio Bazzini).
La sua carriera fu molto breve. Il 21 dicembre 1893 si ritirò dalle scene per sposare il barone Boris von Wolf-Stomersee (1850-1917), maestro di corte dello zar. Dal matrimonio nacquero due figlie: Alexandra (1894-1982), che diventerà un'importante psicanalista e sposerà Giuseppe Tomasi di Lampedusa, e Olga (1896-1984), che sposerà il diplomatico Augusto Biancheri Chiappori e diventerà madre di Boris Biancheri. Rimasta vedova dello Stomersee, nel 1920 Alice Barbi sposò a Londra l'ambasciatore d'Italia marchese Pietro Tomasi Della Torretta, zio di Giuseppe Tomasi di Lampedusa. Pietro sarà fra l'altro ultimo presidente del Senato del Regno d'Italia.